# Alejandro Rey

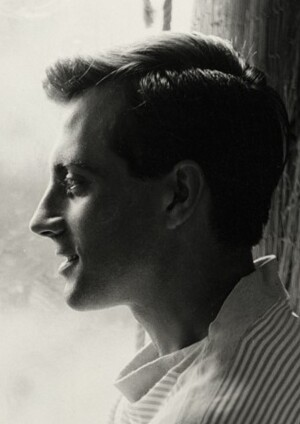
Alejandro Rey, 1958

Alejandro Rey (* 8. Februar 1930 in Buenos Aires, Argentinien; † 21. Mai 1987 in Los Angeles, Kalifornien) war ein argentinisch-amerikanischer Schauspieler und Fernsehregisseur.

## Karriere

### Frühe Arbeit
Rey wurde in Buenos Aires geboren und studierte Schauspiel bei Hedwig Schlichter und Milagros de la Vega. Bekannt wurde er als Schauspieler in argentinischen Filmen. 1957 spielte er unter der Regie von Ferruccio Cerio in dem Film El Diablo de vacaciones mit Nelly Panizza und Ana María Cassan an Bord des Schiffes Yapeyu, um die Welt zu bereisen. 1960 begann er, mit Ana Casares das Hauptdarstellerpaar der Fernsehserie María Trastorno y yo zu bilden, doch nach drei Monaten musste die Produktion abgebrochen werden, da er für eine kleine Rolle in Schlacht an der Blutküste in die USA engagiert wurde. Bekannt wurde Rey vor allem durch seine Rollen in Filmen wie Acapulco mit Elvis Presley, in dem er die Hauptrolle spielte.
Im Fernsehen hatte er denkwürdige Neben- und Hauptrollen in zwei Episoden der Serie Boris Karloff's Thriller mit den Titeln „Guillotine“ und „La Strega“. 1961 hatte er einen Gastauftritt in der Gerichtsserie Perry Mason als Mordopfer und Hauptfigur Vincent Danielli in „Der Fall des verletzten Unschuldigen“. Reys bekannteste Rolle war die des Kasinobesitzers und Playboys Carlos Ramirez in der Fernsehserie The Flying Nun, die ein internationaler Erfolg wurde.
Reys einzige Hauptrolle in einem Kinofilm war in The Stepmother. Er blieb im Fernsehen aktiv und spielte die Rolle des Karl Duval in Days of Our Lives von 1976 bis 1977. Außerdem trat er häufig in Spielshows wie Tattletales, He Said, She Said, Hollywood Squares und Match Game auf. 1986 spielte er Captain Luis Rueda in Dallas. Er führte auch Regie beim Fernsehen, unter anderem bei Villa Allegre, The Facts of Life und Mary Hartman, Mary Hartman.

## Privatleben
Rey emigrierte 1960 in die Vereinigten Staaten und wurde 1967 eingebürgert, als er in The Flying Nun mitspielte. In einer Episode von Tattletales sagte er, dass seine erste Ehe „7 Tage dauerte“. Am 24. Mai 1969 heiratete er in Los Angeles Joyce Bowman. Sie war die Adoptivtochter des Anwalts und langjährigen Präsidenten des Schulbezirks Santa Ana, Frank Bowman, und seiner Frau Dorothy. Sie hatten einen Sohn, Brandon.

## Tod
Rey starb am 21. Mai 1987 im Alter von 57 Jahren im Cedars-Sinai Medical Center an Lungenkrebs. Er ist auf dem Holy Cross Cemetery in Culver City, Kalifornien, begraben.

## Filmografie

### Film
- 1953: Dock Sud
- 1954: Guacho
- 1956: Graciela
- 1956: Enigma de mujer
- 1956: Cubitos de hielo
- 1957: Das Haus des Engels (La casa del ángel)
- 1957: Alfonsina
- 1957: El Diablo de vacaciones
- 1959: Salomon und die Königin von Saba (Solomon and Sheba)
- 1960: Bajo el cielo andaluz
- 1961: Schlacht an der Blutküste (Battle at Bloody Beach)
- 1963: Battle at Bloody Beach
- 1963: Acapulco (Fun in Acapulco)
- 1965: Synanon
- 1966: New York Expreß (Blindfold)
- 1971: The Sandpit General
- 1972: The Stepmother
- 1974: Das Gesetz bin ich (Mr. Majestyk)
- 1974: The Pacific Connection
- 1975: Der Mann ohne Nerven (Breakout)
- 1976: High Velocity
- 1978: Der tödliche Schwarm (The Swarm Dr. Tomas Martinez)
- 1979: Sunburn
- 1979: Explosion in Cuba (Cuba)
- 1980: The Ninth Configuration
- 1984: Moskau in New York (Moscow on the Hudson)
- 1986: TerrorVision

### Fernsehen
- 1961: Surfside 6 (1 Folge)
- 1961: Perry Mason (1 Folge)
- 1961–1962: Thriller (2 Folgen)
- 1961–1962: Heute Abend Dick Powell (4 Folgen)
- 1962: The Wide Country (1 Folge)
- 1962: The Lloyd Bridges Show (1 Folge)
- 1962: Outlaws (1 Folge)
- 1962: The Real McCoys (1 Folge)
- 1963: Auf der Flucht (1 Folge)
- 1963: Route 66 (1 Folge)
- 1963: Im Wilden Westen (1 Folge)
- 1963: Gnadenlose Stadt (1 Folge)
- 1964: Kraft Suspense Theatre (1 Folge)
- 1964: Alfred Hitchcock präsentiert (1 Folge)
- 1964: Die Seaview – In geheimer Mission (1 Folge)
- 1964: Slattery's People (10 Folgen)
- 1964: Arrest and Trial (1 Folge)
- 1964: The Trials of O’Brien (1 Folge)
- 1965: The Greatest Show on Earth (1 Folge)
- 1966: The Monroes (1 Folge)
- 1966: Run for Your Life (1 Folge)
- 1966: The Girl from U.N.C.L.E. (1 Folge)
- 1966: Daniel Boone (1 Folge)
- 1966: Tennisschläger und Kanonen (1 Folge)
- 1966: The Trials of O’Brien (1 Folge)
- 1967: Three for Danger  (Fernsehfilm)
- 1967: The Iron Horse (1 Folge)
- 1967: Meine drei Söhne (1 Folge)
- 1967: That Girl (1 Folge)
- 1967: FBI (1 Folge)
- 1967–1970: The Flying Nun (82 Folgen)
- 1968: Cowboy in Africa Ruy (2 Folgen)
- 1969: Seven in Darkness (Fernsehfilm)
- 1969: The Outcasts (1 Folge)
- 1969: FBI (1 Folge)
- 1969: Ihr Auftritt, Al Mundy (1 Folge)
- 1970: That Girl (1 Folge)
- 1970: High Chaparral (1 Folge)
- 1971: Rauchende Colts (3 Folgen)
- 1971: Owen Marshall – Strafverteidiger (1 Folge)
- 1971: The Good Life (1 Folge)
- 1972: Alias Smith und Jones (1 Folge)
- 1972: Cannon (1 Folge)
- 1973: Money to Burn (Fernsehfilm)
- 1973: Night Gallery (1 Folge)
- 1974: Siempre habrá un mañana (1 Folge)
- 1974: Police Story (1 Folge)
- 1975: Kung Fu (1 Folge)
- 1975: Satan's Triangle: Father Peter Martin (Fernsehfilm)
- 1976: McMillan & Wife (1 Folge)
- 1976: Die Sieben-Millionen-Dollar-Frau (1 Folge)
- 1976–1977: Zeit der Sehnsucht
- 1978: The Amazing Spider-Man (1 Folge)
- 1978: Flying High Cortez (1 Folge)
- 1980: Stunts Unlimited (Fernsehfilm)
- 1981: Flamingo Road (2 Folgen)
- 1981: Love Boat (1 Folge)
- 1982: Cassie & Co. (1 Folge)
- 1982: Herbie, the Love Bug (1 Folge)
- 1982: Frank Buck – Abenteuer in Malaysia (1 Folge)
- 1982: The Devlin Connection (1 Folge)
- 1982: Knight Rider (1 Folge)
- 1982–1983: Ein Colt für alle Fälle (2 Folgen)
- 1983: Rita Hayworth: The Love Goddess (Fernsehfilm)
- 1983: Hotel (1 Folge)
- 1983: Grace Kelly Oleg Cassini (Fernsehfilm)
- 1983: We Got It Made (1 Folge)
- 1984: Fantasy Island (1 Folge)
- 1984: Masquerade (1 Folge)
- 1984: California Clan (3 Folgen)
- 1984: E/R (1 Folge)
- 1985: Mode, Models und Intrigen (1 Folge)
- 1985: Wildside (1 Folge)
- 1986: Dallas (7 Folgen)
- 1986: Das A-Team (1 Folge)